# Elisa Longo Borghini
Pour les articles homonymes, voir Borghini.
Elisa Longo Borghini, née le 10 décembre 1991 à Ornavasso, est une coureuse cycliste italienne. Son frère aîné, Paolo Longo Borghini, est également cycliste professionnel. Coureuse polyvalente, elle a remporté les classiques suivantes : Tour des Flandres 2015 et 2024, Trofeo Alfredo Binda-Comune di Cittiglio 2013 et les Strade Bianche 2017. Elle affiche également de bonnes performances sur les courses à étapes avec la victoire lors sur la Route de France 2015 et sur les Tours d'Italie 2024 et 2025. En 2022, elle remporte la deuxième édition du Paris-Roubaix.

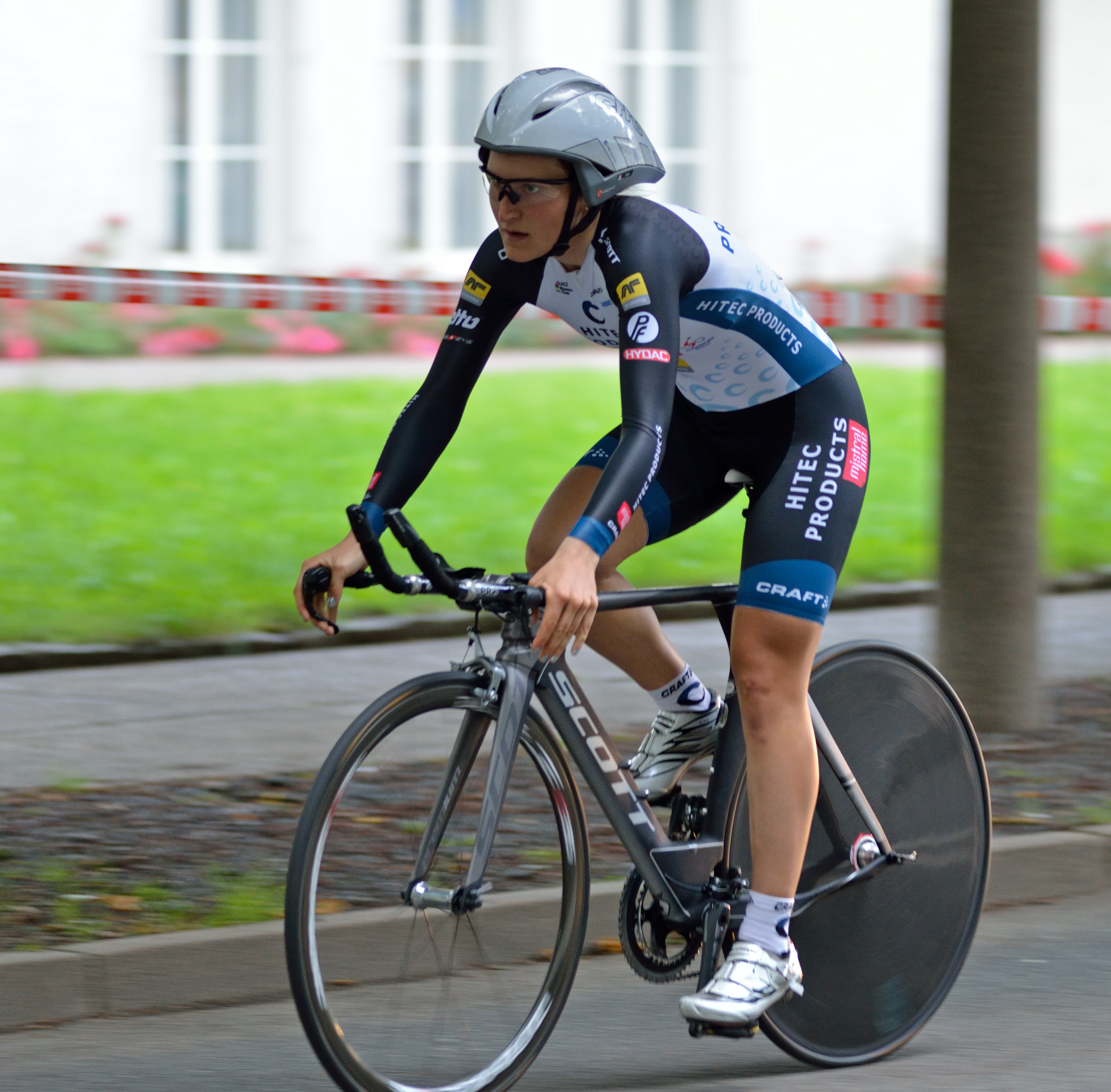
Lors du Tour de Thuringe 2012

## Biographie
Elisa Longo Borghini est la fille de la skieuse de fond Guidina Dal Sasso et de l'entraîneur de la même discipline Ferdinando Longo Borghini. Son frère Paolo a été coureur cycliste professionnel.
En parallèle de sa carrière cycliste, elle fait partie du programme « fiamme oro » de la police italienne qui lui permettra de se reconvertir une fois sa carrière achevée.

## Carrière
En 2012, au Grand Prix de Plouay, elle est la seule avec Tiffany Cromwell à parvenir à suivre Marianne Vos. Elle y termine troisième.

### Révélation et Trofeo Alfredo Binda (2013)
En 2013, le Trofeo Alfredo Binda se dispute dans des conditions météorologiques difficiles : pluie et froid accompagnent la course. Dans la deuxième ascension de la côte du circuit, trois coureuses attaquent. Elisa Longo Borghini part à leur poursuite puis les double. Elle gagne la course en solitaire avec presque deux minutes d'avance sur ses poursuivantes.
Durant le championnat d'Italie sur route, elle reprend les deux échappées que sont Silvia Valsecchi et Dalia Muccioli. Elle attaque et n'est suivie que par cette dernière. Elle chute cependant dans une descente et doit abandonner.

### Régulière (2014)
Sur la course en ligne des championnats du monde, seules Marianne Vos, Lizzie Armitstead et Elisa Longo Borghini parviennent à suivre l'attaque d'Emma Johansson dans la dernière ascension. Elles effectuent la descente ensemble, mais ne coopèrent pas sur le plat. Emma Johansson part mais est prise en chasse par Marianne Vos. Elisa Longo Borghini place un contre, mais la Néerlandaise réagit aussitôt. Les quatre échappées tergiversent au passage de la flamme rouge. Elles sont reprises par le groupe de poursuivantes. Elisa Longo Borghini se classe quatorzième.

### Tour des Flandres (2015)
En 2015, aux Strade Bianche, un groupe de leaders se détache au bout de 58 km, puis se scinde en deux dans les derniers secteurs en terre. Les cinq coureuses à l'avant sont : Megan Guarnier, Elizabeth Armitstead, Elisa Longo Borghini, Ashleigh Moolman-Pasio et Anna van der Breggen. Profitant de la supériorité numérique de l'équipe, l'Américaine attaque dans le final et s'impose en solitaire. Longo Borghini est deuxième du groupe de poursuite.
Au Tour de Drenthe, Elisa Longo Borghini part dans une échappée de quatre à dix kilomètres de l'arrivée, qui de par sa composition semble destinée à aller au bout. Le manque de coopération dans le groupe provoque pourtant un regroupement général dans le final. Au Trofeo Alfredo Binda-Comune di Cittiglio, Elisa Longo Borghini fait partie du groupe de six coureuses qui se dispute la victoire au sprint. Elle termine quatrième. Au Tour des Flandres, à vingt kilomètres de la ligne, Elisa Longo Borghini attaque avec Trixi Worrack. Elle la lâche rapidement dans le Kruisberg puis s'impose en solitaire,. La Philadelphia Cycling Classic se joue dans la dernière ascension du mur de Manayunk. Elle y est seulement battue par Lizzie Armitstead.

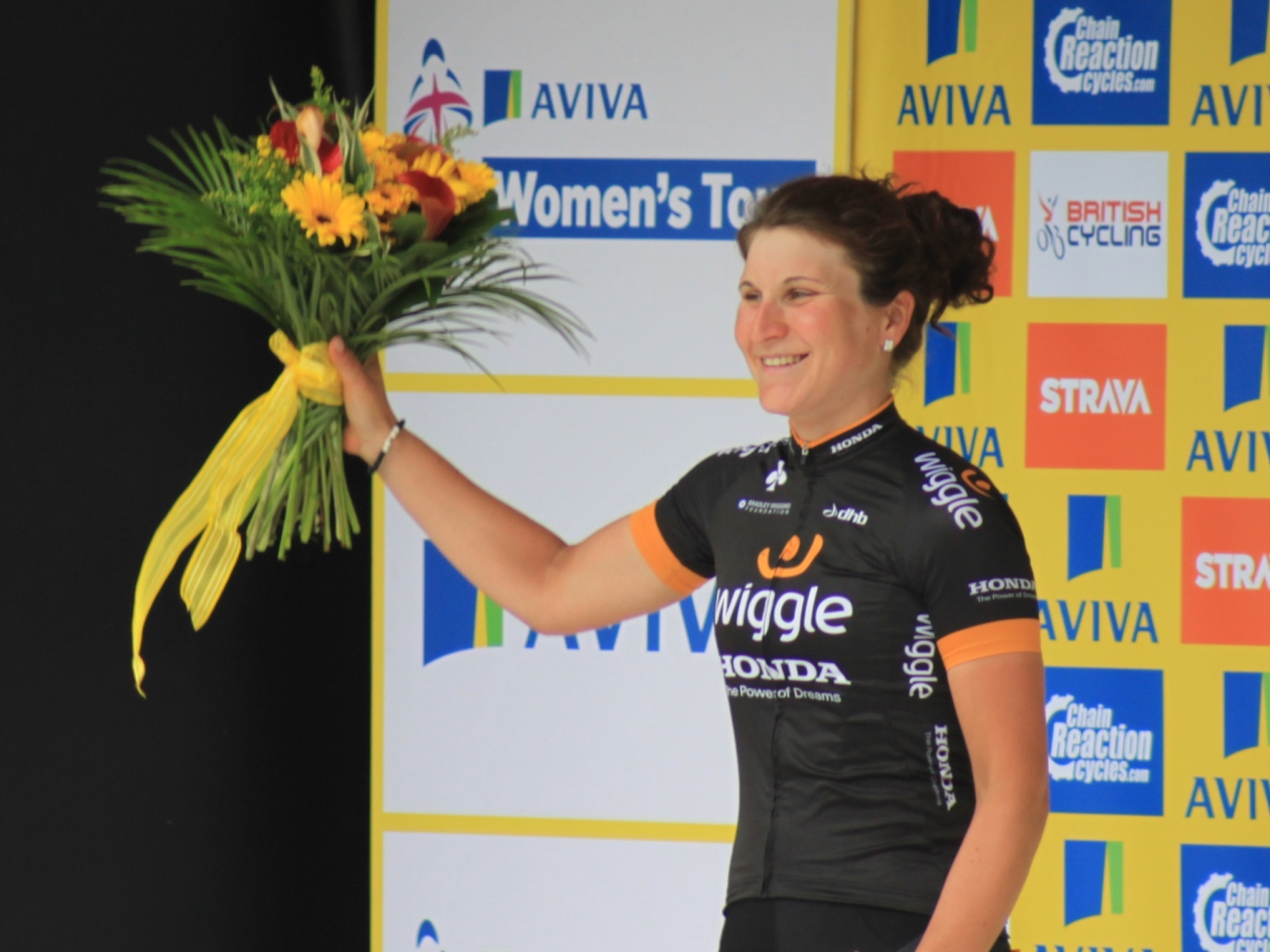
Elisa Longo Borghini à l'Aviva Women's Tour 2015

Aux championnats d'Italie sur route, Elisa Longo Borghini finit deuxième derrière Elena Cecchini partie seule.
Au Tour d'Italie, Elisa Longo Borghini se trouve dans le groupe de leaders lors de la deuxième étape et termine quatrième. Elle est septième de la sixième étape, puis cinquième le lendemain. Elle termine la course à la huitième place du classement général. À la Route de France féminine 2015, elle est huitième du prologue. Sur la troisième étape, elle gagne seule et s'empare également du maillot de leader du classement général. Lors de l'étape reine qui se conclut à La Planche des Belles Filles, elle attaque à cinq cents mètres du col des Chevrères. Elle gère son effort jusqu'à l'arrivée et s'impose seule. Elle conforte ainsi sa place au classement général et remporte le lendemain l'épreuve. Au Grand Prix de Plouay, elle suit les meilleures et se classe neuvième.
Lors de l'Holland Ladies Tour, elle se classe deuxième de l'étape finale qui se conclut dans la montée du Cauberg. Sur l'épreuve en ligne des championnats du monde, elle suit Lizzie Armitstead dans la dernière ascension avant de finir quatrième du sprint. En octobre, Elisa Longo Borghini met un point final à sa saison au Tour d'Émilie sous les couleurs italiennes. Elle s'impose sous la pluie devant Asleigh Moolman et Amber Neben.

### Médaillée de bronze olympique (2016)

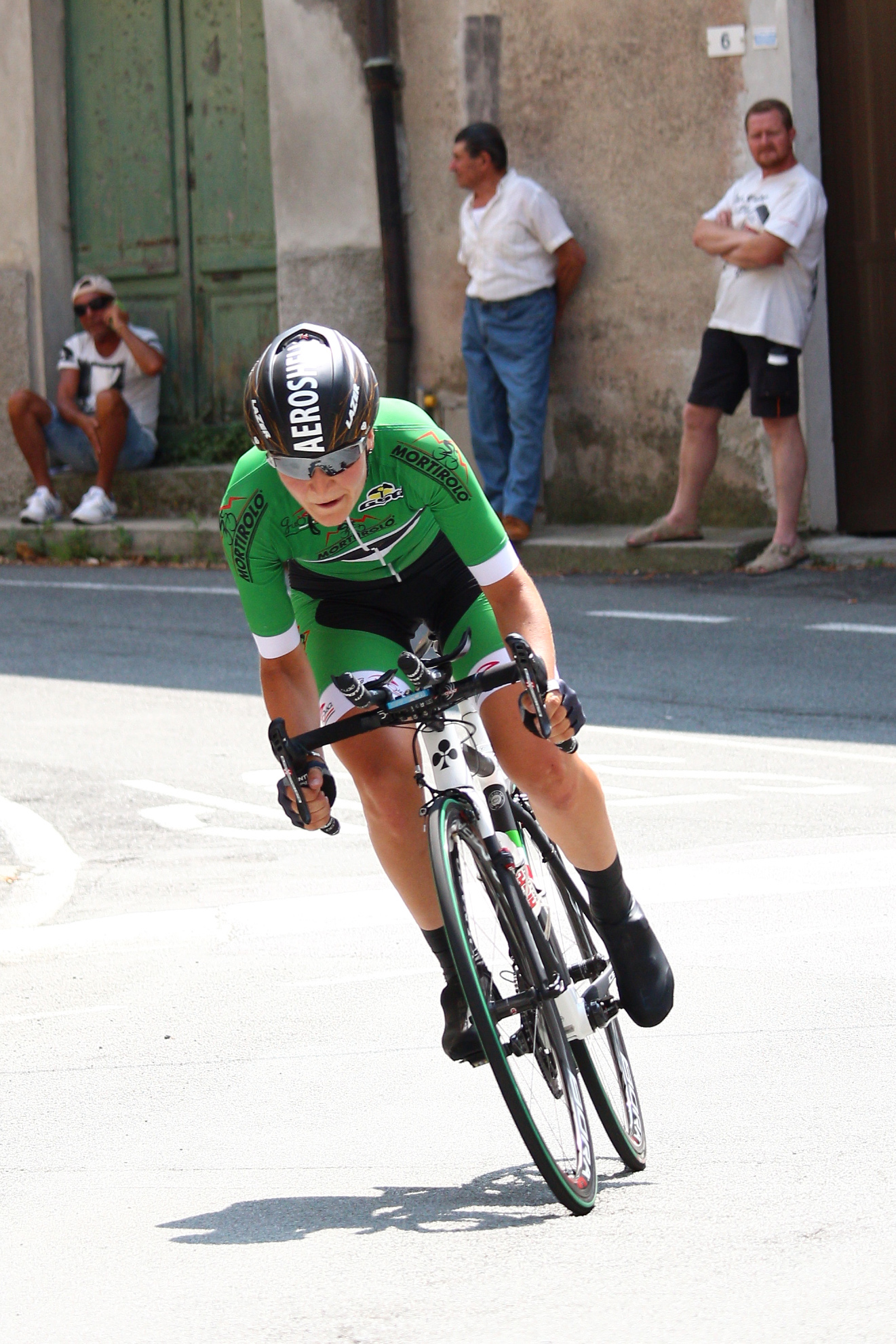
Au Tour d'Italie

Aux Strade Bianche, Elisa Longo Borghini se classe quatrième, soit première des poursuivantes. Au Tour des Flandres, Elisa Longo Borghini tente une attaque sur les pentes du vieux Quaremont mais est suivie par les autres favorites. Elle est finalement cinquième.
L'équipe participe à l'Emakumeen Saria et à l'Emakumeen Euskal Bira dans le Pays basque. Sur la première épreuve, Megan Guarnier s'échappe avec Elisa Longo Borghini, puis la devance au sprint. Sur la deuxième, après un prologue et une première étape où elle finit onzième, Elisa Longo Borghini termine troisième de la difficile deuxième étape et remonte à la même place au classement général. Sur la dernière étape, un groupe d'échappée dangereux au classement général se forme sur la fin du parcours. La formation Wiggle High5 doit donc mener la poursuite pour permettre à Emma Johansson et Elisa Longo Borghini de faire le saut vers le groupe. L'Italienne finit quatrième de l'étape mais perd sa troisième place au classement général au profit d'Ashleigh Moolman qui encaisse les bonifications de la troisième place d'étape. À la Flèche wallonne, sept athlètes se détachent dans la côte de Cherave : Anna van der  Breggen, Katarzyna Niewiadoma, Evelyn Stevens, Megan Guarnier, Alena Amialiusik Katrin Garfoot et Elisa Longo Borghini. Cette dernière se classe cinquième,.
Au championnat d'Italie sur route, Elisa Longo Borghini s'impose sur l'épreuve contre-la-montre. Sur la course en ligne, elle attaque à une vingtaine de kilomètres de la ligne. Derrière un groupe de poursuite de six coureuses s'organise. Il est constitué de : Elena Cecchini, Tatiana Guderzo, Rossella Ratto, Soraya Paladin, Anna Zita Maria Stricker, Giorgia Bronzini et Maria Giulia Confalonieri. À dix kilomètres de l'arrivée, Elisa Longo Borghini est reprise et Elena Cecchini contre immédiatement. Elle n'est plus reprise et Elisa Longo Borghini doit se contenter de la seconde place.
Au Tour d'Italie, Elisa Longo Borghini prend le départ de la course avec le statut d'outsider,. Elle est douzième du prologue. Le lendemain, Elisa Longo Borghini attaque avec de Katarzyna Niewiadoma, Evelyn Stevens et Megan Guarnier bientôt rejointe par cinq autres coureuses dont Mara Abbott et Giorgia Bronzini. Celle-ci s'impose dans ce sprint limité. Elisa Longo Borghini porte une première fois le maillot de la meilleure grimpeuse. Le final escarpé de la deuxième étape est mis à profit par Elisa Longo Borghini, qui se fait néanmoins doubler juste avant la ligne par Megan Guarnier. La cinquième étape comporte l'ascension du col du Mortirolo. Dans ses pentes, Mara Abbott accélère. Elisa Longo Borghini reste avec les autres favorites. Elle finit deuxième de l'étape derrière sa coéquipière. L'Italienne pointe à la troisième place du classement général avec quinze secondes de retard,. Le lendemain, elle victime de la chaleur, perd plus de seize minutes durant l'étape et ainsi toute chance au classement général,,. Sur le contre-la-montre, elle se reprend et finit troisième à quatre secondes d'Evelyn Stevens,,,. Au moment du bilan, Elisa Longo Borghini remporte le classement de la meilleure grimpeuse.
Lors de la course en ligne olympique, elle est une des rares à parvenir à suivre le rythme imprimé par Mara Abbott dans l'ascension de la Vista Chinesa. À mi-côte, elles ne sont plus que quatre en tête : Elisa Longo Borghini, Mara Abbott, Anna van der Breggen et Annemiek van Vleuten. Emma Johansson est quelques mètres derrière. Jouant le surnombre, Annemiek van Vleuten attaque sur un replat. Mara Abbott est la seule à suivre. Elle tente de décrocher la Néerlandaise sans succès. Au sommet, Annemiek van Vleuten et Mara Abbott comptent vingt-deux secondes d'avance sur  Elisa Longo Borghini, Anna van der Breggen et Emma Johansson. Annemiek van Vleuten mène la descente et distance rapidement Mara Abbott qui se montre très prudente. Dans un virage, la Néerlandaise perd le contrôle de son vélo et tombe sur une des énormes bordures de béton longeant la route. Mara Abbott est donc seule en tête à la fin de la descente et possède trente-huit secondes d'avance sur ses poursuivantes. Celles-ci coopèrent, en partie pour revenir sur l'Américaine, et en partie pour éviter un retour du groupe de Lizzie Armitstead qui les talonne. Finalement, Elisa Longo Borghini, Anna van der Breggen et Emma Johansson rejoignent Mara Abbott dans les ultimes mètres de l'épreuve. Anna van der Breggen lance le sprint et distance Emma Johansson. Elisa Longo Borghini, qui a mené dans le dernier kilomètre est troisième. Sur le contre-la-montre, elle effectue un départ rapide qui lui permet d'avoir longtemps le meilleur temps au premier intermédiaire. Elle faiblit cependant dans le final et termine cinquième.
Mi-septembre, elle participe aux championnats d'Europe sur route. Elle se classe septième du contre-la-montre. Sur la course en ligne, elle se préserve pour le final. Dans la dernière ascension de la côte de Cadoudal, elle suit l'accélération de Katarzyna Niewiadoma avec Anna van der Breggen, Alena Amialiusik et Rasa Leleivytė. Elle se classe troisième au sprint.

### Strade Bianche et deuxième du Tour d'Italie (2017)

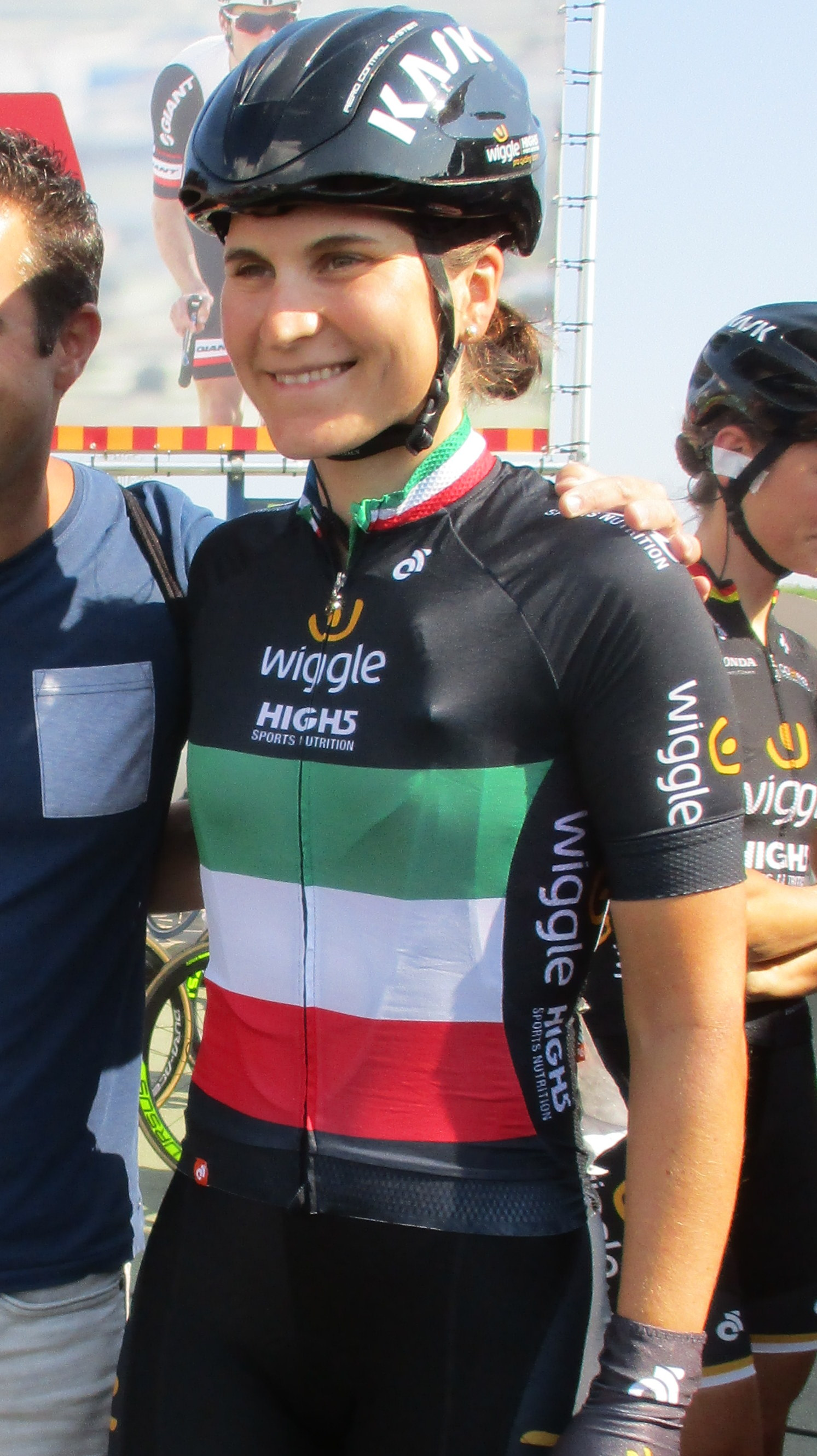
Avec le maillot de championne d'Italie en 2017

Au  Circuit Het Nieuwsblad, Ellen van Dijk et Elisa Longo Borghini s'échappent après le Paterberg. Les deux coureuses de tête comptent jusqu'à une minute et demi d'avance. Le Molenberg permet à un nouveau groupe de poursuite de prendre le large. La jonction avec la tête s'opère à seize kilomètres de l'arrivée. Elisa Longo Borghini se classe finalement cinquième.
Aux Strade Bianche, Elisa Longo Borghini est victime d'une chute dans le secteur gravier cinq, mais revient dans le peloton. Une sélection s'opère dans l'avant dernier secteur et seules cinq coureuses sont en tête : Elisa Longo Borghini, Elizabeth Deignan, Katarzyna Niewiadoma rejointes immédiatement par Annemiek van Vleuten et Katrin Garfoot. Dans la montée finale, Elisa Longo Borghini accélère dans la partie la plus difficile, reprenant au passage Lucinda Brand et Shara Gillow qui comptaient quelques secondes d'avance, puis s'impose. Au Tour de Drenthe, Elisa Longo Borghini est présente dans l'échappée décisive avec Amalie Dideriksen, Lucinda Brand et Elena Cecchini. Elle attaque dans le final sans succès et se classe quatrième. Au Trofeo Alfredo Binda-Comune di Cittiglio, Elisa Longo Borghini fait partie du groupe de tête lors de la dernière ascension de la course. Le groupe se fait néanmoins reprendre. Elisa Longo Borghini se classe tout de même neuvième du sprint qui conclut la course,. Au Tour des Flandres, elle fait partie du groupe de tête au sommet du Kanarieberg. Le peloton les reprend rapidement. Dans le Kruisberg, Anna van der Breggen place ensuite une attaque suivie par Katarzyna Niewiadoma, Elisa Longo Borghini et Annemiek van Vleuten. Elles sont finalement reprises sous la flamme rouge, à la suite des consignes de la formation Boels Dolmans. Elisa Longo Borghini se classe dixième,.
Elle est cinquième de l'Amstel Gold Race, mais tombe malade et doit renoncer à la Flèche wallonne. De retour à Liège-Bastogne-Liège, elle s'y classe neuvième. Lors des championnats nationaux, Elisa Longo Borghini conserve son titre en contre-la-montre, surtout elle obtient pour la première fois le titre sur route. Elle a profité de la montée de la Serra pour s'échapper seule. Elle gagne en solitaire.
Au Tour d'Italie, la formation Wiggle High5 est quatrième du contre-la-montre par équipes inaugural. Le lendemain, elle part avec Anna van der Breggen et Annemiek van Vleuten dans l'ascension de la Forcella. Elles se disputent la victoire au sprint, Elisa Longo Borghini est troisième. Le peloton arrive deux minutes plus tard,,. Lors du contre-la-montre, Elisa Longo Borghini se classe troisième derrière ses deux rivales au classement général,,. Sur l'ultime étape, les favorites s'isolent en tête dans la montée du Vésuve. Elisa Longo Borghini prend la sixième place et conserve ainsi sa deuxième place au classement général. Elle est également meilleure Italienne. La course by Le Tour de France arrive au col de l'Izoard. À cinq kilomètres de l'arrivée, Annemiek van Vleuten place une attaque. Elle est suivie par Elizabeth Deignan, Elisa Longo Borghini et Shara Gillow. Elle accélère une nouvelle fois cinq cents mètres plus loin et creuse cette fois un écart. Elisa Longo Borghini se classe finalement troisième. Sur la deuxième étape dans Marseille, les places ne sont pas changées. Elle est troisième du classement général.
Aux championnats d'Europe sur route, elle fait partie de l'échappée décisive de sept coureuses et se met pleinement au service de Giorgia Bronzini. Au Grand Prix de Plouay, elle se montre active en début de course et suit les meilleures dans l'avant dernière ascension de Ty Marrec. Cependant un regroupement général s'opère et tout se joue dans la dernière montée, où elle ne peut suivre Elizabeth Deignan et Pauline Ferrand-Prévot. Sur la course en ligne des championnats du monde, Elisa Longo Borghini n'est pas dans un bon jour et est lâchée avant l'explication finale.

### Saison difficile (2018)

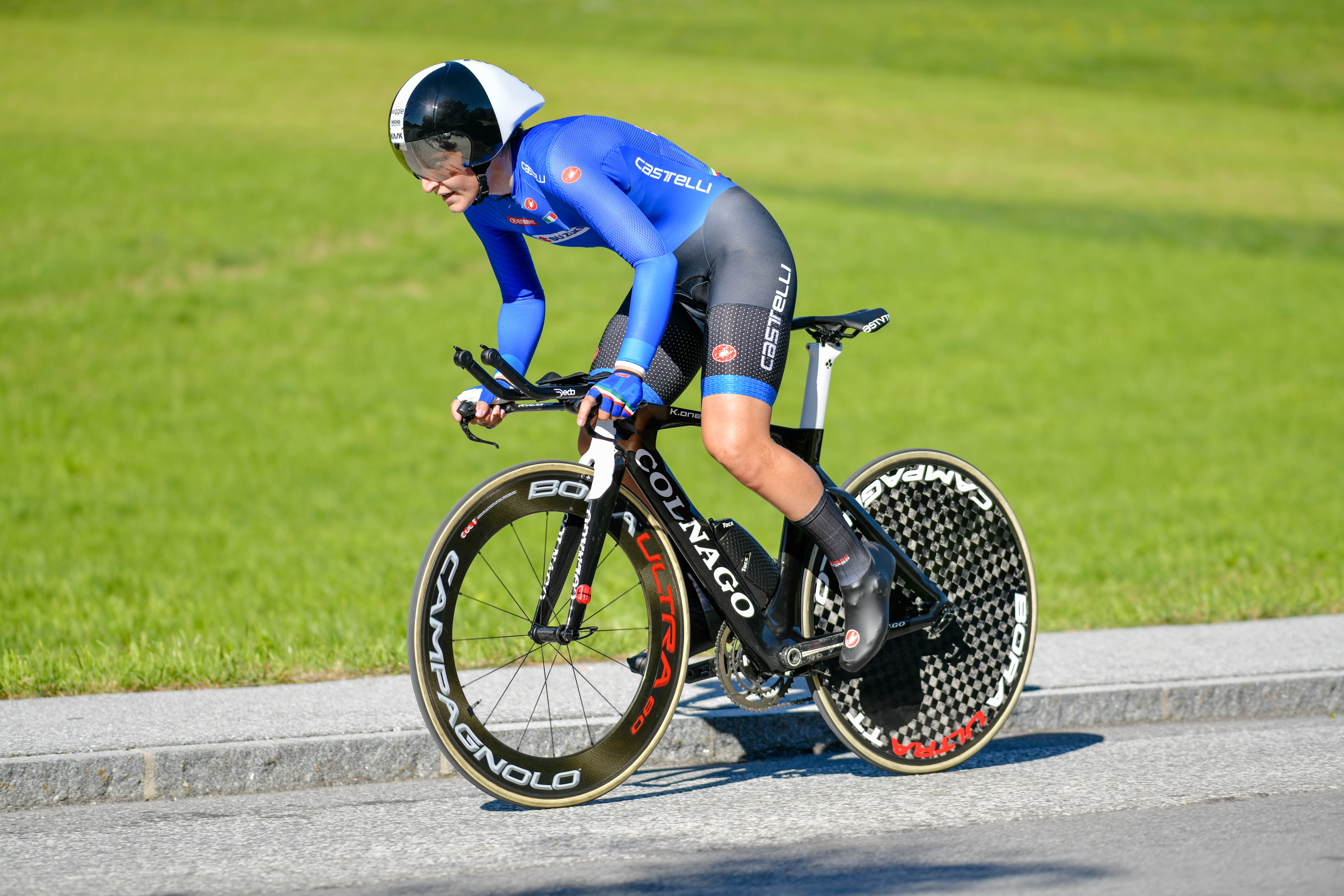
Aux championnats du monde du contre-la-montre

Aux Strade Bianche, au kilomètre soixante-quinze, sur le plus long secteur pavé, l'équipe Boels Dolmans se place en tête. Elisa Longo Borghini est alors victime d'une crevaison. Elle revient dans le peloton par la suite. Dans le septième secteur, dit colle Pinzuto, Katarzyna Niewiadoma et Elisa Longo Borghini passent à l'offensive. Anna van der Breggen réagit immédiatement. Sur la fin de ce secteur, les deux dernières comptent environ vingt secondes d'avance sur le peloton. L'Italienne est cependant victime d'un nouvel incident mécanique trois kilomètres plus loin et perd quelques mètres sur Anna van der Breggen. Celle-ci file alors vers la victoire. Derrière, dans le dernier secteur, Katarzyna Niewiadoma sort seule du groupe de huit poursuivantes. Elle revient sur Elisa Longo Borghini et la distance dans l'ascension finale. L'Italienne finit troisième,. Au Trofeo Alfredo Binda-Comune di Cittiglio, Elisa Longo Borghini fait partie du groupe des favorites à l'amorce du dernier tour. Dans la dernière ascension de la côte de Casale, elle sort avec Katarzyna Niewiadoma et Chantal Blaak pour revenir sur les échappées. Le groupe de tête se reforme néanmoins avec douze unités. Dans la côte d'Orino, elle cherche en vain à suivre l'attaque de Katarzyna Niewiadoma. Elle se classe finalement dixième,. En fin de mois, il est annoncé qu'Elisa Longo Borghini est forfait pour le Tour des Flandres.
En mai, elle est cinquième de l'Emakumeen Euskal Bira. Elle est ensuite sixième du Women's Tour, après en avoir été une des principales animatrices. Elle s'impose sur la course en ligne des Jeux méditerranéens.
Sur le Tour d'Italie, sur la première arrivée au sommet, Elisa Longo Borghini est victime d'une crevaison au pied de l'ultime ascension et connait une journée sans. Elle perd trois minutes sur la tête de course,. Sur le contre-la-montre en côte, elle se classe sixième et remonte à la neuvième place du classement général,. Lors de la huitième étape, un groupe de neuf se forme, mais le peloton ne laisse pas l'écart se creuser, Elisa Longo Borghini étant présente à l'avant. Dans la dernière côte, placée à neuf kilomètres de l'arrivée, Elisa Longo Borghini accélère. Dans la descente, elle est rejointe par les descendeuses Marianne Vos et Lucinda Brand. Elisa Longo Borghini est troisième de l'étape,. Dans le Zoncolan, Elisa Longo Borghini est treizième. Au terme de l'épreuve, Elisa Longo Borghini est treizième et meilleure Italienne.
Elle est douzième à Plouay. Aux championnats du monde, elle est quatrième du  contre-la-montre par équipes avec Wiggle High5. Elle est ensuite neuvième du contre-la-montre individuel,. Sur la course en ligne, elle participe à la bonne prestation d'ensemble de l'équipe d'Italie et se classe treizième.

### Bira (2019)

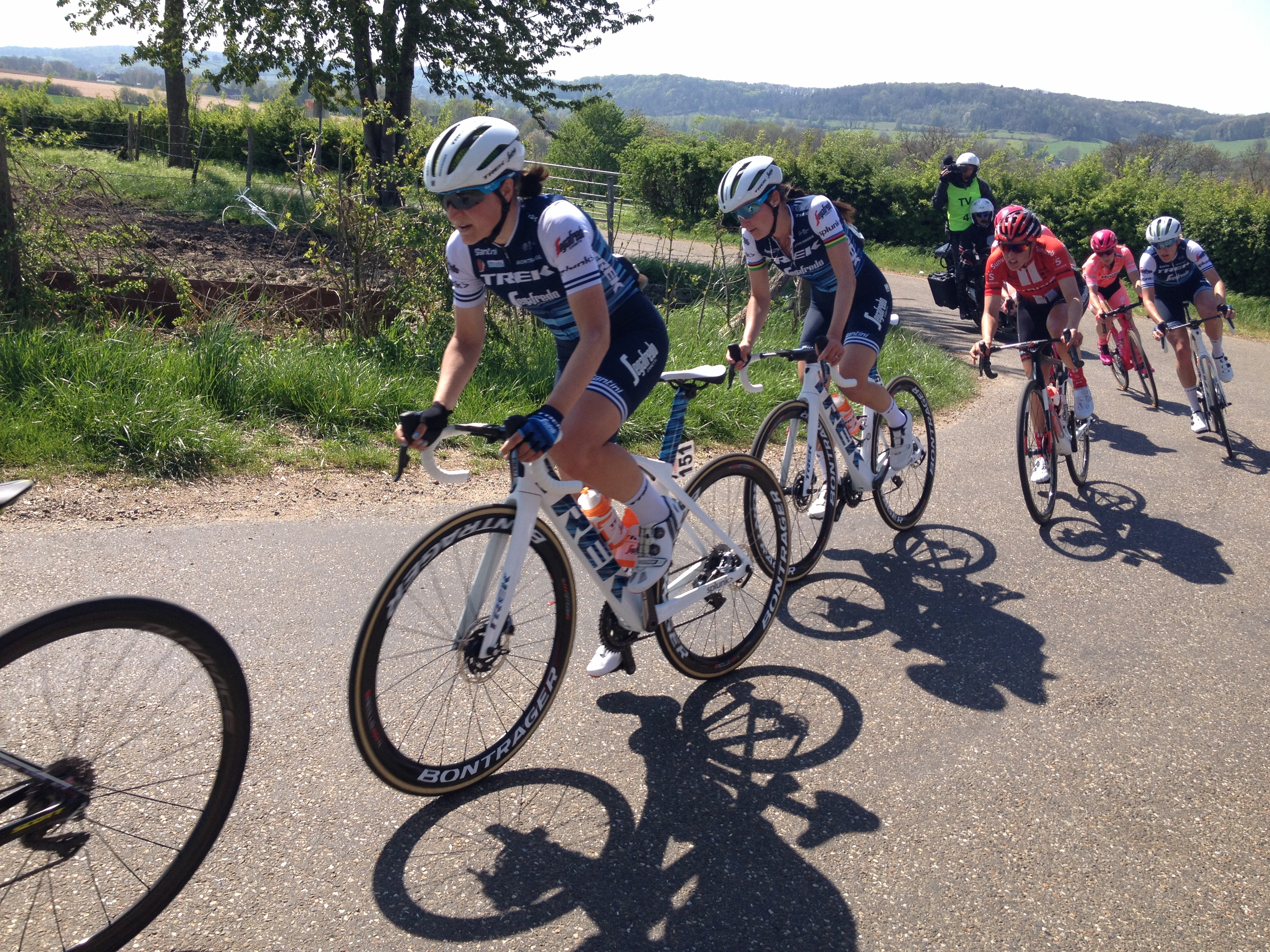
À l'Amstel Gold Race 2019

À l'Amstel Gold Race, à quarante-et-un kilomètres de la ligne, Lizzie Deignan accélère. Dans le Cauberg, les principales favorites, dont Elisa Longo Borghini, se découvrent et passe la Britannique. Dans la descente, un regroupement a lieu. Elles sont alors dix-neuf en tête. Amanda Spratt, Katie Hall et Elisa Longo Borghini sortent alors. Elles comptent une vingtaine de secondes d'avance. Dans la montée du Geulhemmerberg, un nouveau regroupement se produit. Elisa Longo Borghini part seule. Elle a un avantage de vingt-cinq seconds à neuf kilomètres de la ligne. Amanda Spratt et Ashleigh Moolman attaquent et reviennent sur Elisa Longo Borghini à cinq kilomètres de l'arrivée. La coopération est cependant mauvaise dans le groupe. Au pied de la dernière ascension du Cauberg, tout est à refaire. Elle est finalement quatorzième,. À Liège-Bastogne-Liège, Annemiek van Vleuten attaque dans la côte de la Redoute. Anna van der Breggen et Elisa Longo Borghini tentent de la suivre, mais sans succès. Après d'autres attaques, elle est finalement neuvième.
À l'Emakumeen Euskal Bira, Elisa Longo Borghini se classe cinquième de la deuxième étape. Elle est deuxième le lendemain derrière sa coéquipière Tayler Wiles. Dans l'ultime étape, presque en haut de la dernière difficulté, Elisa Longo Borghini attaque. Amanda Spratt semble vouloir la suivre, mais hésite. La Michelton-Scott chasse, mais ne peut reprendre l'Italienne. Elle s'impose avec quatre secondes d'avance. Grâce aux bonifications, cela lui permet de remporter le classement général. Au Women's Tour, Elisa Longo Borghini se montre comme à son habitude très active. Lors de la cinquième étape, la principale difficulté de la journée se trouve à vingt-quatre kilomètres de la ligne. Dans le dernier kilomètre d'ascension, Katarzyna Niewiadoma, Elisa Longo Borghini et Lizzie Deignan attaquent. Elisa Longo Borghini lance le sprint pour Deignan qui devance Niewiadoma. La Britannique s'empare de la tête du classement général et le conserve jusqu'au bout.
Au Tour d'Italie, elle ne semble jamais en mesure de lutter pour la victoire finale. Elle se classe neuvième de l'étape reine, la cinquième, trois minutes derrière Annemiek van Vleuten. Sur le contre-la-montre, elle est troisième à une minute quarante-huit de la Néerlandaise. Sur la septième étape, les favorites se neutralisent. Dans la côte finale, Elisa Longo Borghini est troisième. Elle est neuvième de la neuvième étape. Au classement général final, elle prend la huitième place. Elle est la meilleure Italienne. À La course by Le Tour de France, elle est à l'attaque et se classe sixième,,,.
Elle fait partie de la composition de la formation lors de la victoire sur le  contre-la-montre par équipes de l'Open de Suède Vårgårda. Sur la course en ligne des championnats du monde, Annemiek Van Vleuten attaque dans la côte de Lofthouse à cent kilomètres de l'arrivée. Derrière un groupe de poursuite avec Elisa Longo Borghini se forme. La coopération n'est cependant pas optimale. À moins de cinquante kilomètres de l'arrivée, Chloe Dygert provoque une sélection. Elisa Longo Borghini, Amanda Spratt et Anna van der Breggen la suivent.À dix-huit kilomètres de l'arrivée, Elisa Longo Borghini est lâchée. Elle est finalement cinquième,.

### Troisième du Giro et des mondiaux (2020)

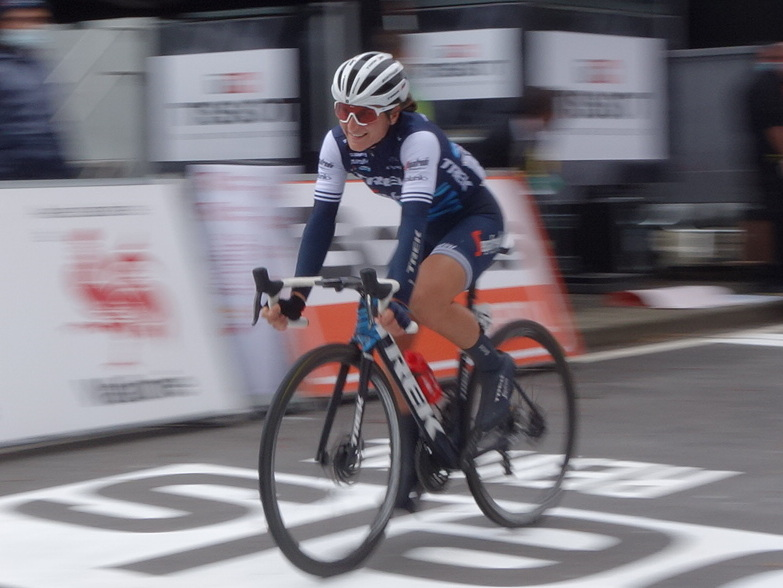
À Liège-Bastogne-Liège

Elle est cinquième de la Strade Bianche. Elle reprend ensuite le titre de championne d'Italie du contre-la-montre. Sur la course en ligne des championnats d'Europe, Elisa Longo Borghini suit l'attaque d'Annemiek van Vleuten à un peu plus de trente kilomètres de l'arrivée. Elles sont rejointes par Katarzyna Niewiadoma puis Chantal Blaak. Longo Borghini attaque à de nombreuses reprises. Elle finit avec Annemiek van Vleuten qui s'impose. Sur la course by Le Tour de France, elle attaque dans le premier tour, mais le groupe est repris lors du passage sur la ligne. Elle est ensuite dans le groupe des favorites. Dans le final, elle multiplie les attaques participant grandement à la victoire de Lizzie Deignan.
Au Tour d'Italie, la formation remporte le contre-la-montre par équipes inaugural. Elisa Longo Borghini endosse le maillot rose. Le lendemain, l'étape sur les sentiers en graviers provoque des écarts importants. Elisa Longo Borghini perd plus de quatre minutes face à Annemiek van Vleuten et par là même la tête du classement général. Elle est troisième de la troisième étape, puis quatrième le lendemain. Dans le final de la huitième étape, Elisa Longo Borghini et Anna van der Breggen se livre à un duel dans les pentes. L'Italienne s'impose devant la Néerlandaise. Elle conclut le Tour d'Italie à la troisième place.
Sur la course en ligne des championnats du monde, elle parvient à suivre Annemiek van Vleuten et Anna van der Breggen dans la côte Mazzolano. Dans la Cima Gallisterna, Anna van der Breggen part seule. Derrière, Annemiek van Vleuten, Elisa Longo Borghini et Cecilie Uttrup Ludwig forme un groupe de poursuite.Par la suite, le peloton les reprend. Dans la dernière ascension de la course, Cecilie Uttrup Ludwig attaque avec Elisa Longo Borghini. Elizabeth Deignan doit lâcher prise, tandis qu'Annemiek van Vleuten fait le bond. Uttrup Ludwig est distancée proche du sommet. Elisa Longo Borghini attaque van Vleuten, mais ne parvient pas à la distancer. Elle finit troisième,. Elle est cinquième de la Flèche wallonne, huitième du Tour des Flandres et septième des Trois Jours de La Panne.

### Trofeo Binda et Plouay en solitaire (2021)

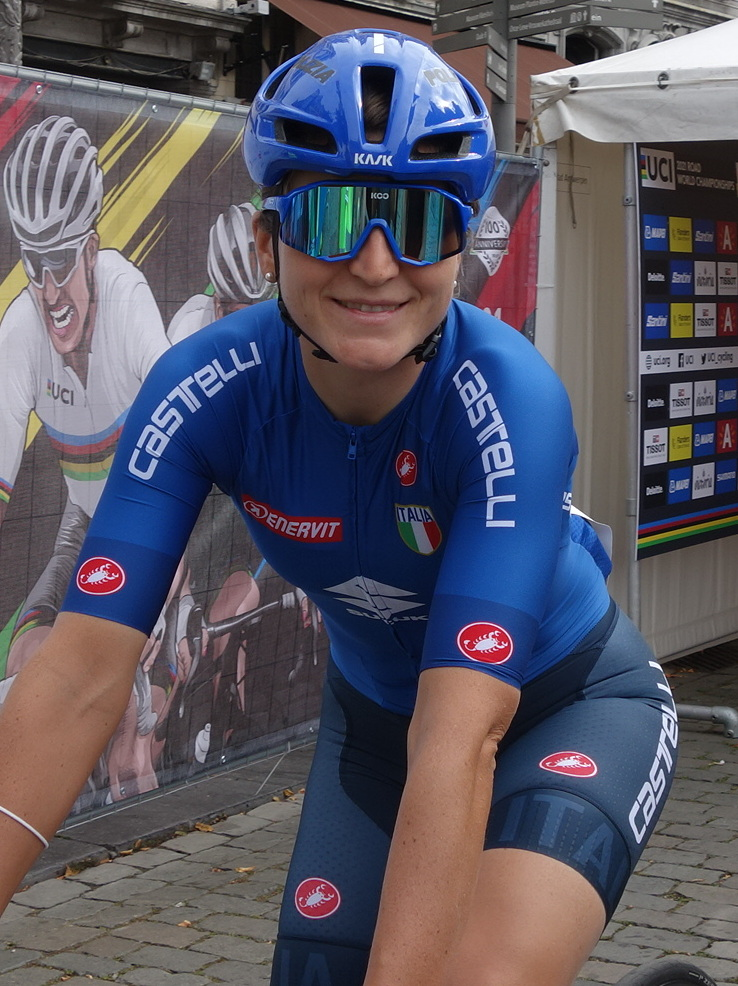
Au départ des championnats du monde

Elle est deuxième des Strade Bianche, devancée par Chantal Van den Broek-Blaak avec qui elle s'est échappée à six kilomètres de l'arrivée. Au  Trofeo Alfredo Binda, dans la côte d'Orino à deux tours de l'arrivée, Katarzyna Niewiadoma attaque, Elisa Longo Borghini suit puis accélère de nouveau. Elle creuse progressivement l'écart et s'impose au bout de vingt-cinq kilomètres d'échappée. À Gand-Wevelgem, elle sort du groupe de tête à vingt kilomètres de l'arrivée, Soraya Paladin la suit. Le peloton les reprend néanmoins à trois kilomètres du but. Elle est ensuite quatrième du Tour des Flandres,. À l'Amstel Gold Race, elle est la seule à pouvoir suivre Katarzyna Niewiadoma dans la dernière ascension du Cauberg, mais leur mésentente provoque le regroupement. Elisa Longo Borghini se classe ensuite troisième de la Flèche wallonne et troisième de Liège-Bastogne-Liège.
Elle effectue le doublé aux championnats d'Italie. Au Tour d'Italie, elle perd huit minutes trente sur la deuxième étape et ainsi ses chances au classement général. Sur la course en ligne des Jeux olympiques, dans le final, Annemiek van Vleuten attaque, Elisa Longo Borghini part à sa poursuite et prend la médaille de bronze. Au Grand Prix de Plouay, elle attaque à vingt-six kilomètres de l'arrivée. Un regroupement général a néanmoins lieu à quinze kilomètres de l'arrivée. Aux dix kilomètres, elle repart et n'est plus reprise.
Elle joue la course d'équipe aux championnats d'Europe et du monde. À Paris-Roubaix, Elisa Longo Borghini prend la troisième place.

### Paris-Roubaix et Women's Tour (2022)

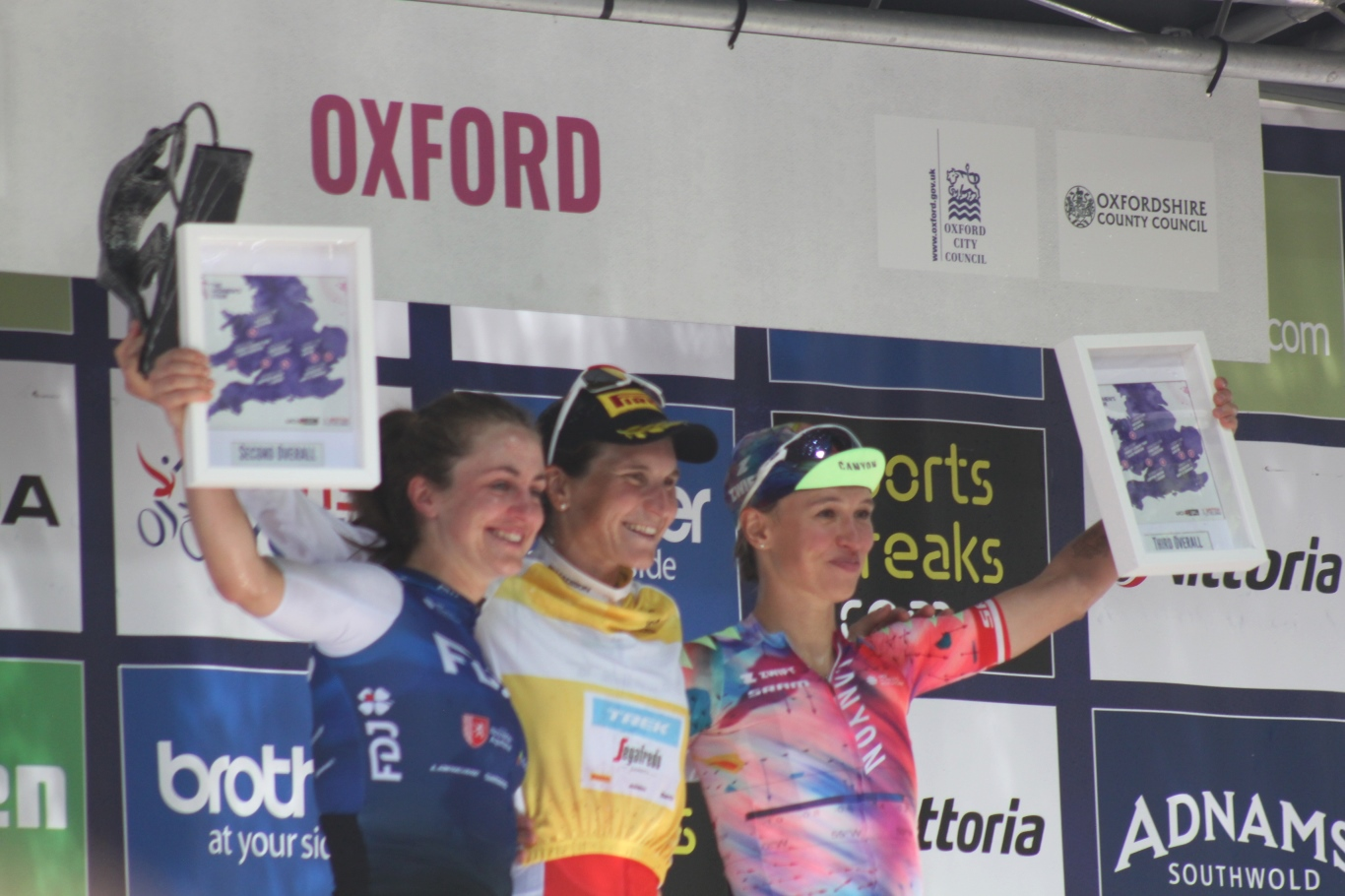
Podium du Women's Tour

À Paris-Roubaix, entre les deux secteurs de Templeuve, Elisa Longo Borghini accélère emmenant avec elle Elena Cecchini et Emma Norsgaard. Dans le second secteur, elle les distance et va s'imposer en solitaire.
Au Women's Tour, lors de l'étape reine vers la Black Mountain, Longo Borghini ne tente qu'à deux kilomètres et demi du sommet. Les attaques se succèdent alors, mais aucune ne parvient à faire la différence. Longo Borghini gagne le sprint. Elisa Longo Borghini et Grace Brown étant dans la même seconde au classement général, les bonifications sont décisives dans la dernière étape. Dans le sprint intermédiaire qui suit, Elisa Longo Borghini se fait devancer par Brown qui prend trois secondes d'avance. Dans le sprint final, Elisa Longo Borghini parvient à se classer troisième et obtient ainsi des bonifications qui lui permettent de s'imposer au classement général. Elle réalise le doublé aux championnats d'Italie sur route.
Au Tour d'Italie, sur la quatrième étape, Annemiek van Vleuten, Maví García et Marta Cavalli s'échappent à près de cinquante kilomètres de l'arrivée. Elles prennent près de cinq minutes d'avance sur leurs poursuivantes. Elisa Longo Borghini est sixième,. Dans la première étape de montagne, Elisa Longo Borghini fait partie des meilleures derrière le duo Van Vleuten-Cavalli. Elle se classe cinquième. Le lendemain, Elisa Longo Borghini prend la troisième place et reprend une minute trente sur Mavi Garcia, lui redonnant l'espoir d'un podium. Sur la neuvième étape, l'Italienne répète les attaques sur l'Espagnole. Elle revient sur Van Vleuten et Cavalli, puis mène le rythme pour creuser l'écart. Elle reprend plus de deux minutes à Mavi Garcia, mais ne parvient pas à la dépasser au classement général. Elisa Longo Borghini termine à la quatrième place du classement général. Ensuite, elle est sixième du Tour de France.
Au Ceratizit Challenge by La Vuelta, Trek-Segafredo s'impose lors du contre-la-montre par équipes inaugural. Elisa Longo Borghini prend la tête du classement général. Sur la deuxième étape, dans la seconde ascension du Fuente las Varas Annemiek van Vleuten attaque. Elle est tout d'abord suivie par Elisa Longo Borghini entre autres, mais elle est distancée ensuite. Elle termine deuxième de l'étape. Le lendemain, elle est troisième du sprint du groupe réduit. Elisa Longo Borghini conclut la course à la deuxième place.
Elle remporte le Tour d'Émilie, avant de prendre la troisième place du Tour de Romandie.

### Désillusions sur le Giro et le Tour (2023)

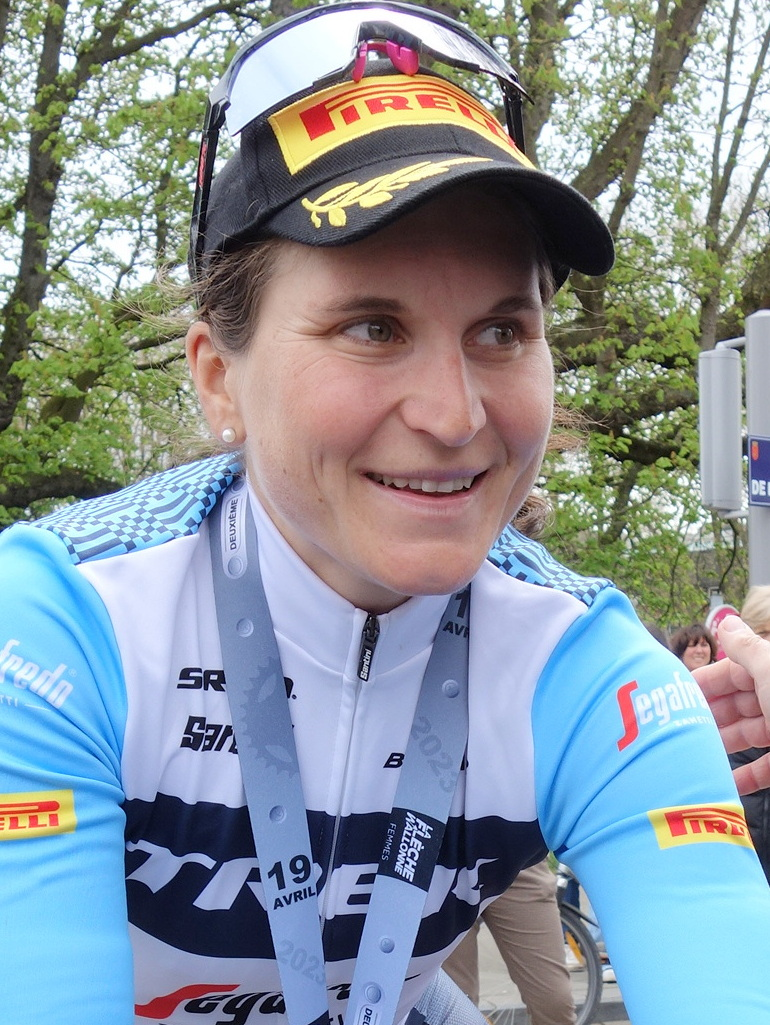
À Liège-Bastogne-Liège

Elisa Longo Borghini commence sa saison par le Tour des Émirats arabes unis. Elle y remporte la troisième étape puis le classement général. Lors des classiques, elle est notamment troisième du Tour des Flandres puis deuxième de Liège-Bastogne-Liège,. Troisième du Tour de Suisse en juin, elle remporte ensuite les titres de championne d'Italie en contre-la-montre et sur route. Lors du Tour d'Italie, elle remporte la quatrième étape, ce qui lui permet alors de se positionner à la deuxième place du classement général derrière Annemiek van Vleuten. Le lendemain, échappée en compagnie de sa rivale néerlandaise, elle chute lors d'une descente et perd plus de sept minutes à cette occasion. Elle ne prend pas le départ de la sixième étape.
Au Tour de France, elle est cinquième de la sélective quatrième étape, puis neuvième de la cinquième étape. Elle est néanmoins non partante sur l'étape vers le Tourmalet à cause d'une « infection cutanée en haut de la cuisse gauche »,.

### Tour d'Italie (2024)

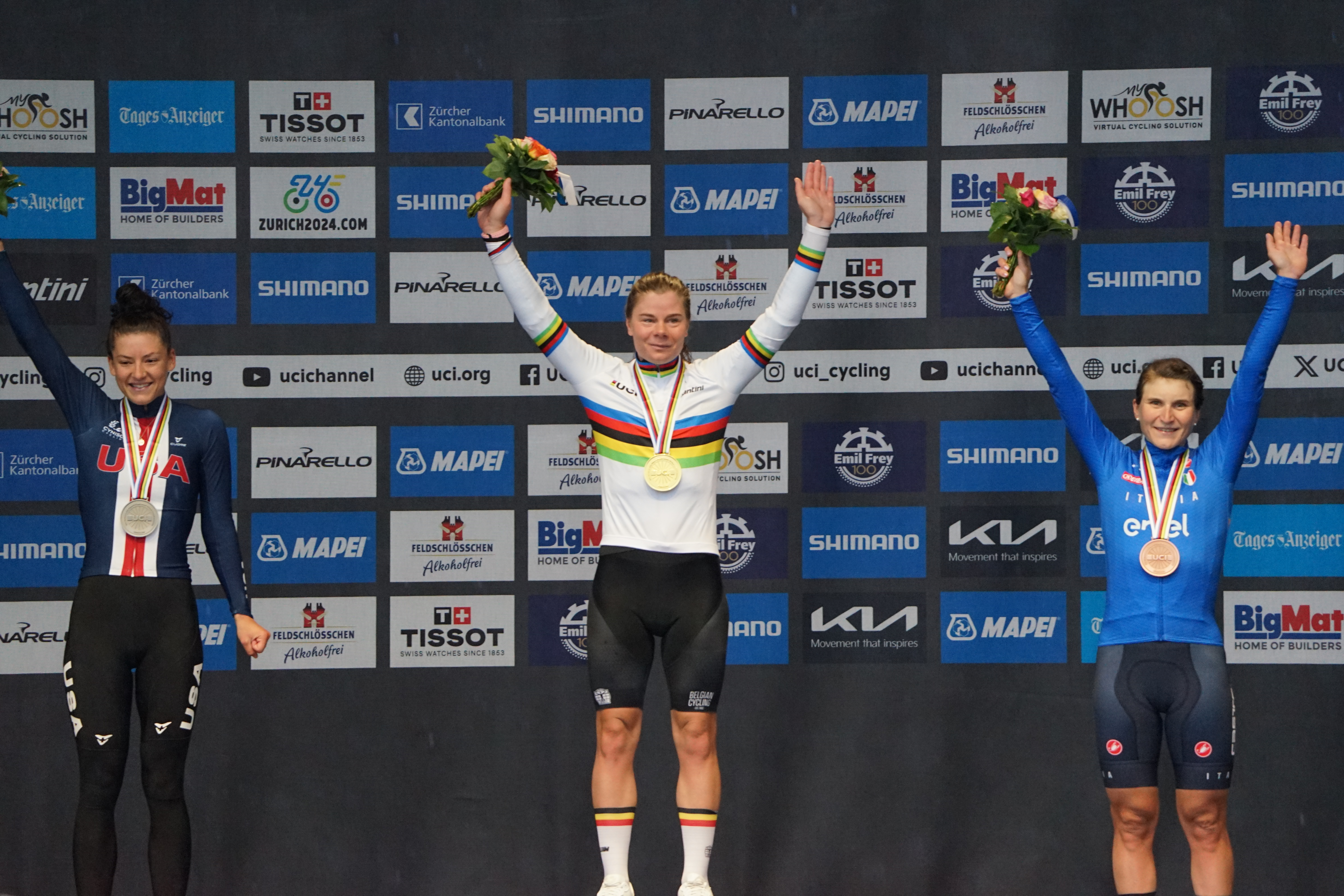
Podium des championnats du monde sur route

Elle est troisième du Circuit Het Nieuwsblad. Elle est également présente dans le final d'À travers les Flandres. Au Tour des Flandres, un groupe de six favorites se forme après le Koppenberg avec Elisa Longo Borghini. Un trio avec Longo Borghini, Shirin Van Anrooij et Katarzyna Niewiadoma se dispute la victoire. Van Anrooij lance le sprint et Longo Borghini remonte Niewiadoma pour s'imposer. À la Flèche brabançonne, elle place une attaque décisive à huit kilomètres de l'arrivée  dans Holstheide. Elle est cinquième du sprint à l'Amstel Gold Race,, puis troisième de la Flèche wallonne. À Liège-Bastogne-Liège, elle prend la deuxième place du sprint derrière Grace Brown.
Au Tour d'Espagne, elle est placée dans les étapes de montagne mais ne rivalise pas avec Demi Vollering. Elle se classe troisième,. Elle est troisième du Tour de Suisse. 
Au Tour d'Italie, Elisa Longo Borghini remporte le contre-la-montre inaugural. Elle doit défendre son maillot rose face à Lotte Kopecky. Une seconde les sépare au départ de la dernière étape. Dans la côte finale, Elisa Longo Borghini parvient à distancer Kopecky pour s'adjuger l'épreuve.
Le 10 août 2024, souffrant des séquelles d'une chute à l'entraînement, elle déclare forfait du Tour de France Femmes 2024, pour lequel elle faisait partie des favorites. Aux championnats du monde, elle fait partie des meilleures. À cinq kilomètres de la ligne, elle utilise une petite montée pour placer une attaque nette. Demi Vollering va néanmoins la chercher. L'Italienne est troisième au sprint,. Elle gagne ensuite le Tour d'Émilie.

## Style
Elisa Longo Borghini est une sprinteuse médiocre, cela l'oblige à adopter une tactique de course très agressive. Comme elle le déclarait après le Tour des Flandres 2015 : « Je suis toujours la plus lente dans une échappée, j'avais donc intérêt à partir seule »,. Cela change au cours de sa carrière, par exemple au Tour des Flandres, elle règle le groupe de poursuite pour prendre la troisième place.

## Palmarès

### Par années
| - 2011 - 6e du championnat d'Europe sur route espoirs - 8e du championnat d'Europe du contre-la-montre espoirs - 2012 - 5e étape du Tour de Thuringe - 2e du championnat d'Italie du contre-la-montre - Médaillée de bronze du championnat du monde sur route - Médaillée de bronze du championnat d'Europe du contre-la-montre espoirs - 3e de Gooik-Geraardsbergen-Gooik - 3e de l'Omloop van het Hageland - 3e du Grand Prix de Plouay - 9e du Tour d'Italie - 2013 - Trofeo Alfredo Binda-Comune di Cittiglio - 4e étape de l'Emakumeen Euskal Bira - 2e de la Flèche wallonne - 2e du Tour de l'île de Zhoushan - 2e de l'Emakumeen Euskal Bira - 3e du Chrono des Nations-Les Herbiers-Vendée - 4e du Tour des Flandres - 8e du championnat du monde sur route - 2014 - Championne d'Italie du contre-la-montre - Tour de Bretagne : - Classement général - Prologue et 3e étape - Trophée d'Or féminin : - Classement général - 4e étape - 2e du Grand Prix de Plumelec-Morbihan Dames - 3e de Cholet-Pays de Loire - 3e de la Flèche wallonne - 3e de Gooik-Geraardsbergen-Gooik - 4e du Tour des Flandres - 5e du Tour d'Italie - 6e du Trofeo Alfredo Binda-Comune di Cittiglio - 7e du Grand Prix de Plouay - 2015 - Tour des Flandres - Route de France : - Classement général - 3e et 5e étapes - Tour d'Émilie - 2e de la Philadelphia Cycling Classic - 2e du championnat d'Italie sur route - 3e des Strade Bianche - 4e du Championnat du monde sur route - 4e du Trofeo Alfredo Binda-Comune di Cittiglio - 5e du contre-la-montre par équipes de l'Open de Suède Vårgårda - 8e du Tour d'Italie - 9e du Grand Prix de Plouay - 2016 - Championne d'Italie du contre-la-montre - Tour d'Émilie - 2e du championnat d'Italie sur route - 2e de la Philadelphia Cycling Classic - 2e du Durango-Durango Emakumeen Saria - Médaillée de bronze de la course en ligne des Jeux olympiques de Rio de Janeiro - Médaillée de bronze du championnat d'Europe sur route - 3e de The Women's Tour - 4e des Strade Bianche - 5e du contre-la-montre aux Jeux olympiques de Rio de Janeiro - 5e du Tour des Flandres - 5e de la Flèche wallonne - 7e du championnat d'Europe du contre-la-montre - 9e du Grand Prix de Plouay - 2017 - Championne d'Italie du contre-la-montre - Championne d'Italie sur route - Strade Bianche - 2e du Tour d'Italie - 3e de La course by Le Tour de France - 4e du Tour de Drenthe - 5e de l'Amstel Gold Race - 9e du Trofeo Alfredo Binda-Comune di Cittiglio - 9e de Liège-Bastogne-Liège - 10e du Tour des Flandres - 10e du The Women's Tour - 2018 - Médaillée d'or de la course en ligne des Jeux méditerranéens - 3e des Strade Bianche - 5e de l'Emakumeen Euskal Bira - 6e du championnat d'Europe du contre-la-montre - 6e du The Women's Tour - 7e du Tour du Guangxi - 8e de la Madrid Challenge by La Vuelta - 9e du championnat du monde du contre-la-montre - 10e du Trofeo Alfredo Binda-Comune di Cittiglio - 10e du Tour d'Italie - 2019 - Emakumeen Euskal Bira : - Classement général - 4e étape - Contre-la-montre par équipes de l'Open de Suède Vårgårda - 2e du Tour d'Émilie - Médaillée de bronze du championnat d'Europe du contre-la-montre relais - 3e du championnat d'Italie du contre-la-montre - 5e du championnat du monde sur route - 6e de La course by Le Tour de France - 8e du Tour d'Italie - 9e de Liège-Bastogne-Liège - 10e du The Women's Tour | - 2020 - Championne d'Italie sur route - Championne d'Italie du contre-la-montre - 1re (contre-la-montre par équipes) et 8e étapes du Tour d'Italie - Médaillée d'argent du championnat d'Europe sur route - 2e de la Classique féminine de Navarre - 2e de La Madrid Challenge by La Vuelta - Médaillée de bronze du championnat du monde sur route - 3e du Durango-Durango Emakumeen Saria - 3e du Tour d'Italie - 5e de la Flèche wallonne - 7e des Trois Jours de La Panne - 8e du Tour des Flandres - 10e de Gand-Wevelgem - 2021 - Championne d'Italie sur route - Championne d'Italie du contre-la-montre - Championne d'Europe du relais mixte contre-la-montre - Trofeo Alfredo Binda-Comune di Cittiglio - 1re étape du Tour d'Italie (contre-la-montre par équipes) - Grand Prix de Plouay - 2e des Strade Bianche - Médaillée de bronze de la course en ligne des Jeux olympiques - Médaillée de bronze du championnat du monde du contre-la-montre par équipes en relais mixte - 3e de la Flèche wallonne - 3e de Liège-Bastogne-Liège - 3e de l'Emakumeen Nafarroako Klasikoa - 3e du Gran Premio Ciudad de Eibar - 3e de Paris-Roubaix - 7e du Ceratizit Challenge by La Vuelta - 8e de l'Amstel Gold Race - 10e du contre la montre des Jeux olympiques - 2022 - Championne d'Italie du contre-la-montre - Paris-Roubaix - Women's Tour : - Classement général - 5e étape - 1re étape du Ceratizit Challenge by La Vuelta (contre-la-montre par équipes) - Tour d'Émilie - Trois vallées varésines - Médaillée d'argent du championnat du monde du contre-la-montre par équipes en relais mixte - 2e du Ceratizit Challenge by La Vuelta - 3e du Tour de Romandie - 4e du Tour d'Italie - 5e de Liège-Bastogne-Liège - 6e de la Flèche wallonne - 6e du Tour de France - 8e des Strade Bianche - 10e du championnat du monde sur route - 2023 - Championne d'Italie sur route - Championne d'Italie du contre-la-montre - Tour des Émirats arabes unis : - Classement général - 3e étape - 4e étape du Tour d'Italie - 2e de Liège-Bastogne-Liège - 3e du Tour des Flandres - 3e du Tour de Suisse - 10e du Circuit Het Nieuwsblad - 2024 - Championne d'Italie sur route - Trofeo Oro in Euro - Tour des Flandres - Flèche brabançonne - 1re étape de La Vuelta Femenina (contre-la-montre par équipes) - Tour d'Italie : - Classement général - 1re étape du Tour d'Italie (contre-la-montre) - Tour d'Émilie - 2e des Strade Bianche - 2e de Liège-Bastogne-Liège - 2e du Saint-Feuillien Grand Prix de Wallonie - 2e du championnat d'Italie du contre-la-montre - Médaillée de bronze du championnat du monde sur route - Médaillée de bronze du championnat du monde du contre-la-montre par équipes en relais mixte - 3e du Circuit Het Nieuwsblad - 3e de la Flèche wallonne - 3e du Tour d'Espagne - 3e du Tour de Suisse - 5e de l'Amstel Gold Race - 7e du Tour des Émirats arabes unis - 8e du contre-la-montre des Jeux olympiques - 9e de la course en ligne des Jeux olympiques - 10e du Simac Ladies Tour - 2025 - Championne d'Italie sur route - Tour des Émirats arabes unis : - Classement général - 3e étape - À travers les Flandres - Flèche brabançonne - Tour d'Italie - 2e du Tour de Burgos - 2e du championnat d'Italie du contre-la-montre - 3e de la Flèche wallonne |

### Résultats sur les grands tours

#### Tour d'Italie
14 participations
- 2011 : 18e
- 2012 : 9e
- 2014 : 5e
- 2015 : 8e
- 2016 : 11e,  vainqueure du classement de la montagne
- 2017 : 2e
- 2018 : 10e
- 2019 : 8e
- 2020 : 3e, vainqueure de la 1re (contre la montre par équipes) et de la 8e étapes
- 2021 : 14e, vainqueure de la 1re étape (contre la montre par équipes)
- 2022 : 4e
- 2023 : non-partante (6e étape), vainqueure de la 4e étape
- 2024 :  Vainqueure du classement général et de la 1re étape (contre la montre)
- 2025 :  Vainqueure du classement général

#### Tour de France
3 participations
- 2022 : 6e
- 2023 : non partante ([[7e étape du Tour de France Femmes 2023|7e étape]])
- 2025 : non partante ([[3e étape du Tour de France Femmes 2025|3e étape]])

#### Tour d'Espagne
1 participation
- 2024 : 3e

### Classements mondiaux
| Année                                 | 2011 | 2012 | 2013 | 2014 | 2015 | 2016 | 2017 | 2018 | 2019 | 2020 | 2021 | 2022 | 2023 | 2024 |
| ------------------------------------- | ---- | ---- | ---- | ---- | ---- | ---- | ---- | ---- | ---- | ---- | ---- | ---- | ---- | ---- |
| Classement UCI                        | 98e  | 16e  | 6e   | 11e  | 5e   | 5e   | 10e  | 17e  | 14e  | 2e   | 2e   | 3e   | 15e  | 3e   |
| Coupe du monde                        | 51e  | 25e  | 5e   | 8e   | 4e   |      |      |      |      |      |      |      |      |      |
| UCI World Tour                        |      |      |      |      |      | 5e   | 5e   | 11e  | 13e  | 2e   | 3e   | 2e   | 7e   | 3e   |
|                                       |      |      |      |      |      |      |      |      |      |      |      |      |      |      |
| Légende : nc = non classéSource : UCI |      |      |      |      |      |      |      |      |      |      |      |      |      |      |

## Distinctions
- Oscar TuttoBici : 2015, 2016, 2017, 2020, 2021, 2022 et 2024